# Terminalia acuminata
Terminalia acuminata är en tvåhjärtbladig växtart som beskrevs av August Wilhelm Eichler. Terminalia acuminata ingår i släktet Terminalia och familjen Combretaceae. Inga underarter finns listade i Catalogue of Life.